# Margitta Gummel
Margitta Gummel, född Helmbold den 29 juni 1941 i Magdeburg, Tyskland, död 26 januari 2021 i Wietmarschen i Niedersachsen, var en östtysk friidrottare inom kulstötning.
Gummel deltog redan vid olympiska sommarspelen 1964 och nådde en femte plats. Hon vann OS-guld i kulstötning vid friidrottstävlingarna 1968 i Mexico City och tog OS-silver i kulstötning vid friidrottstävlingarna 1972 i München. Gummel har även en vinst från inomhus EM. Hon förbättrade världsrekordet fyra gångar. Efter idrottskarriären hade hon administrativa uppgifter i olika tyska sportföreningar.